# إيرلين فولر
إيرلين فولر (بالإنجليزية: Earlene Fowler)‏ (23 أغسطس 1954، لينووود في الولايات المتحدة)؛ روائية أمريكية.